# Membres de l'Ordre national du Québec, par ordre alphabétique H
L'article contient une liste des membres de l'Ordre national du Québec. En 2011, il y a 810 personnes en tout qui font partie de cet ordre.
| \| Listes des membres de l'Ordre national du Québec \|            |
| A B C D E F G H I J K L M N O P Q R S T U V W X Y Z Non canadiens |
| Listes des membres de l'Ordre national du Québec                  |

| Nom                  | Grade          | Année | Occupation                        |
| Jean Hamelin         | Chevalier      | 1998  | historien et professeur           |
| Pavel Hamet          | Officier       | 2008  | médecin                           |
| Marc-André Hamelin   | Chevalier      | 2004  | pianiste                          |
| Louis-Edmond Hamelin | Grand officier | 1998  | écrivain, professeur et géographe |
| Dan S. Hanganu       | Officier       | 2005  | architecte                        |
| Jules Hardy          | Chevalier      | 1989  | médecin                           |
| Pierre Harvey        | Officier       | 1997  | économiste                        |
| Paul Hébert          | Chevalier      | 1996  | acteur                            |
| Anne Hébert          | Officière      | 1985  | écrivaine                         |
| Marjolaine Hébert    | Chevalière     | 1991  | comédienne                        |
| Jacques Henripin     | Officier       | 1992  | démographe                        |
| Jacques Hétu         | Officier       | 2007  |                                   |
| Michal Hornstein     | Officier       | 2002  | homme d'affaires                  |
| Bernard Hubert       | Officier       | 1994  | évêque catholique                 |
| John Peters Humphrey | Officier       | 1985  | avocat                            |
| Juliette Huot        | Chevalière     | 1988  | comédienne                        |
| Germaine Huot        | Chevalière     | 2000  | orthophoniste                     |